# 円蔵院 (さいたま市)

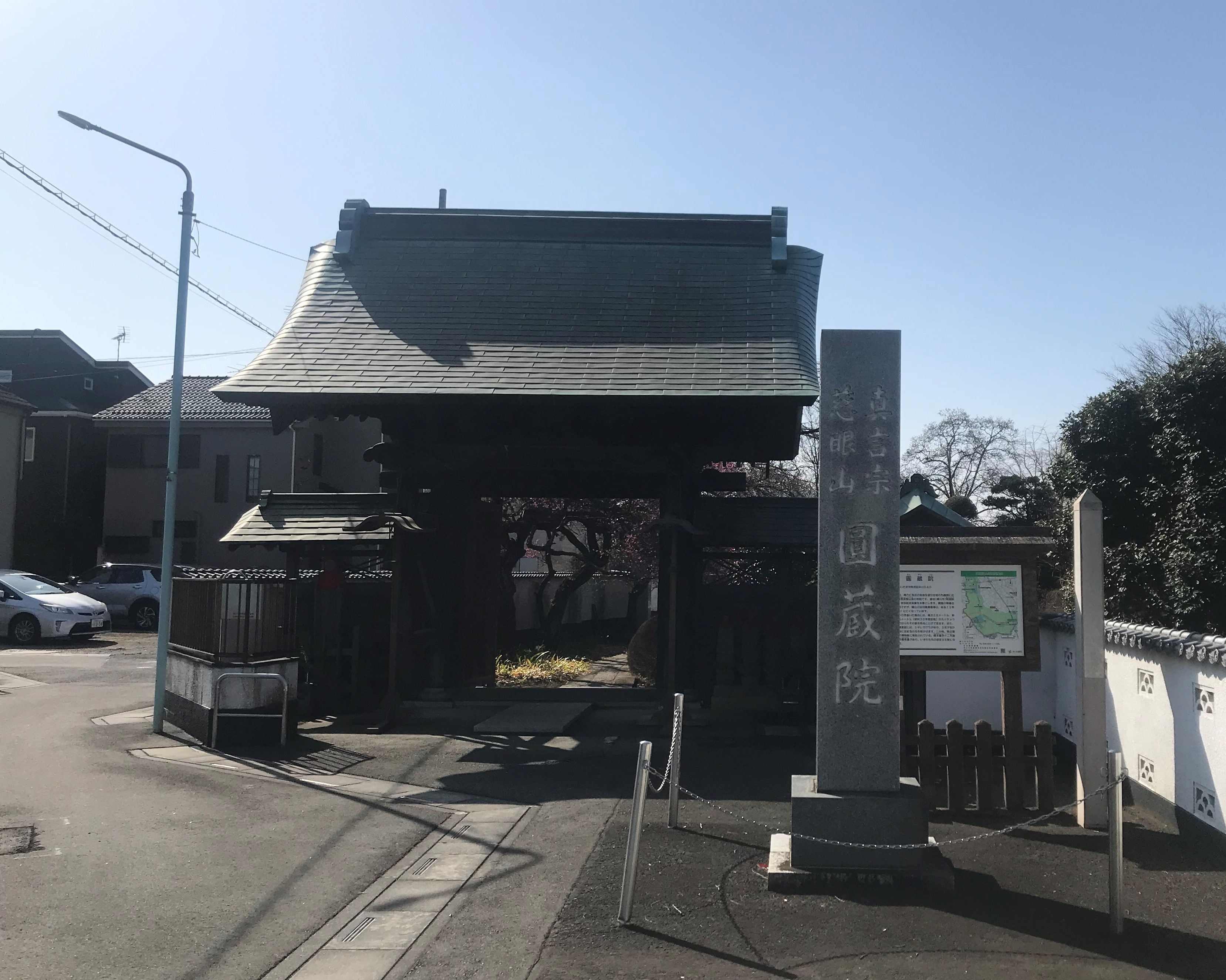
山門

圓藏院（えんぞういん）は、埼玉県さいたま市見沼区にある真言宗智山派の寺院。

## 歴史
創建年代は不明である。ただ1405年（応永12年）寂の隆景によって開山されたことから、室町時代前期に創建されたものと推測される。
境内にある地蔵堂は、1977年（昭和52年）に改築されている。

## 文化財
- 圓蔵院のシダレザクラ（さいたま市指定天然記念物 昭和36年12月9日指定）[3]
- 圓蔵院の大イチョウ（さいたま市指定天然記念物 昭和36年12月9日指定）[4]

## 交通アクセス
- 路線バス西中野停留所より徒歩17分。